# Verwaltungsgemeinschaft Oberes Ziethetal
In der Verwaltungsgemeinschaft Oberes Ziethetal waren im sachsen-anhaltischen Landkreis Köthen die Gemeinden Fraßdorf, Großbadegast, Hinsdorf, Libbesdorf, Meilendorf, Quellendorf, Reupzig und  Scheuder zusammengeschlossen. Am 1. Januar 2005 wurde sie mit den Verwaltungsgemeinschaften Anhalt-Süd und Fuhneaue zur neuen Verwaltungsgemeinschaft Südliches Anhalt zusammengeschlossen. Die Gemeinde Libbesdorf wurde dagegen der Verwaltungsgemeinschaft Osternienburg zugeordnet.